# Plastic Dreams
Plastic Dreams is een nummer van de Nederlandse dj Jaydee uit 1992.
"Plastic Dreams" is een instrumentaal dancenummer waarop een hammondorgel en synthesizers te horen zijn. Het nummer, onder meer populair onder beoefenaars van cardiofitness, werd in Nederland een bescheiden succesje met een 2e positie in de Tipparade. Ondanks dat de Top 40 niet gehaald werd, groeide de plaat in Nederland wel uit tot een houseklassieker. In de Vlaamse hitlijsten deed de plaat het beter met een 8e positie in de Radio 2 Top 30. Ook in Frankrijk, Oostenrijk en Zwitserland werd het nummer een (kleine) hit.
In 1997 werd een nieuwe versie van het nummer uitgebracht. Deze versie bereikte in Nederland geen hitlijsten, maar kwam in de Vlaamse Ultratop 50 wel op de 38e positie terecht. Ook in het Verenigd Koninkrijk, Zwitserland en Italië drong deze versie door tot de hitlijsten.
Jaydee, die in het echt luistert naar de naam Robin Albers, zei later over het nummer: "Mensen verwachten dat ik deze draai. Dat vind ik niet altijd leuk, maar als het moment goed is doe ik het wel. Het is toch m'n visitekaartje. Het is een eer om 'm nu nog zoveel te horen, terwijl Nederland in die tijd zoveel goede houseproducties voortbracht".